# Maisey-le-Duc
Pour les articles homonymes, voir Leduc.
Maisey-le-Duc est une commune française située dans le département de la Côte-d'Or en région Bourgogne-Franche-Comté.

## Géographie

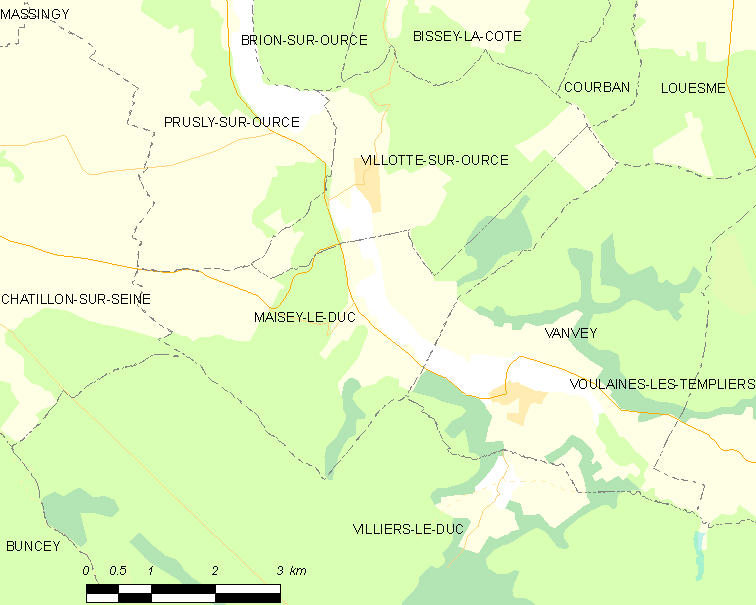

La surface de la commune est de 12,7 km2 et son altitude comprise entre 237 et 367 mètres.

### Accès
Maisey est traversée par la départementale 928 qui relie Châtillon-sur-Seine à Langres.

### Hydrographie
Maisey-le-Duc est irriguée par l'Ource.

### Climat
Pour des articles plus généraux, voir Climat de la Bourgogne-Franche-Comté et Climat de la Côte-d'Or.
En 2010, le climat de la commune est de type climat des marges montargnardes, selon une étude du Centre national de la recherche scientifique s'appuyant sur une série de données couvrant la période 1971-2000. En 2020, Météo-France publie une typologie des climats de la France métropolitaine dans laquelle la commune est exposée à un climat océanique altéré et est dans la région climatique  Lorraine, plateau de Langres, Morvan, caractérisée par un hiver rude (1,5 °C), des vents modérés et des brouillards fréquents en automne et hiver. 
Pour la période 1971-2000, la température annuelle moyenne est de 10,2 °C, avec une amplitude thermique annuelle de 16 °C. Le cumul annuel moyen de précipitations est de 902 mm, avec 12,6 jours de précipitations en janvier et 8,9 jours en juillet. Pour la période 1991-2020, la température moyenne annuelle observée sur la station météorologique de Météo-France la plus proche, « Châtillon/Seine », sur la commune de Châtillon-sur-Seine à 8 km à vol d'oiseau, est de 10,8 °C et le cumul annuel moyen de précipitations est de 832,8 mm,. Pour l'avenir, les paramètres climatiques de la commune estimés pour 2050 selon différents scénarios d'émission de gaz à effet de serre sont consultables sur un site dédié publié par Météo-France en novembre 2022.

## Urbanisme

### Typologie
Au 1er janvier 2024, Maisey-le-Duc est catégorisée commune rurale à habitat dispersé, selon la nouvelle grille communale de densité à 7 niveaux définie par l'Insee en 2022.
Elle est située hors unité urbaine. Par ailleurs la commune fait partie de l'aire d'attraction de Châtillon-sur-Seine, dont elle est une commune de la couronne,. Cette aire, qui regroupe 60 communes, est catégorisée dans les aires de moins de 50 000 habitants,.

### Occupation des sols
L'occupation des sols de la commune, telle qu'elle ressort de la base de données européenne d’occupation biophysique des sols Corine Land Cover (CLC), est marquée par l'importance des forêts et milieux semi-naturels (55,2 % en 2018), une proportion sensiblement équivalente à celle de 1990 (55,4 %). La répartition détaillée en 2018 est la suivante : 
forêts (55,2 %), terres arables (38,6 %), prairies (6,2 %). L'évolution de l’occupation des sols de la commune et de ses infrastructures peut être observée sur les différentes représentations cartographiques du territoire : la carte de Cassini (XVIIIe siècle), la carte d'état-major (1820-1866) et les cartes ou photos aériennes de l'IGN pour la période actuelle (1950 à aujourd'hui).

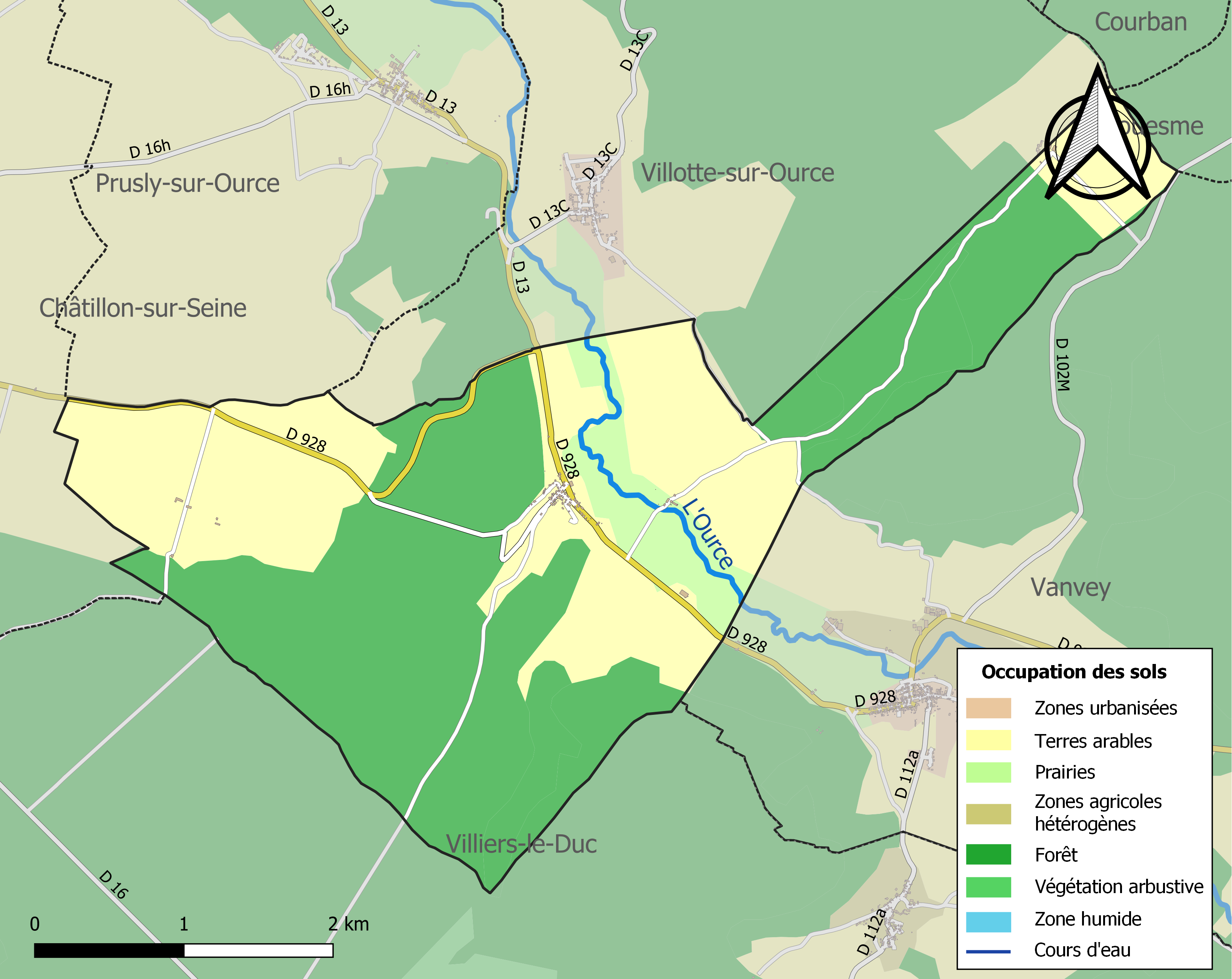
Carte des infrastructures et de l'occupation des sols de la commune en 2018 (CLC).

## Toponymie
Du nom d’homme latin Masius + acum.

## Histoire

### Antiquité
Deux tumulus, fouillés dès 1880, ont fourni des vestiges de l'Âge du Fer et l'année suivante les travaux de la voie ferrée mettent au jour un cellier gallo-romain.

### Moyen Âge
Des sarcophages mérovingiens ont été découverts dans le cimetière et autour de l'église actuelle.
Possession de l'abbaye Saint-Benigne de Dijon au haut Moyen Âge, Maisey devient au XIIIe siècle une seigneurie intégrée au duché de Bourgogne en 1327. Le château est transformé en forteresse à partir de 1373 afin de résister aux exactions des Grandes compagnies. Une léproserie est établie au lieu-dit Maison-Dieu.

### Époque moderne
Au XVIe siècle, un haut-fourneau et une forge sont construits en bordure de l'Ource.. L'activité s'est poursuivie jusqu'à la fin du XIXe.
Au cours de la période révolutionnaire de la Convention (1792-1795), la commune porte le nom de Maisey-sur-Ource.

### Époque contemporaine
En 2002, Maisey-le-Duc est la plus importante des communes à n'avoir accordé aucun suffrage à Jacques Chirac au premier tour de l'élection présidentielle.

## Politique et administration
| Période                                  | Période  | Identité       | Étiquette | Qualité                           |
| ---------------------------------------- | -------- | -------------- | --------- | --------------------------------- |
| mars 2001                                | 2014     | Paul Brossault | SE        | cadre technique fonction publique |
| mars 2014                                | En cours | Eric Tilquin   | DD        | Agriculteur                       |
| Les données manquantes sont à compléter. |          |                |           |                                   |

Maisey-le-Duc appartient :
- à l'arrondissement de Montbard,
- au canton de Châtillon-sur-Seine et
- à la communauté de communes du pays châtillonnais

## Démographie
L'évolution du nombre d'habitants est connue à travers les recensements de la population effectués dans la commune depuis 1793. Pour les communes de moins de 10 000 habitants, une enquête de recensement portant sur toute la population est réalisée tous les cinq ans, les populations de référence des années intermédiaires étant quant à elles estimées par interpolation ou extrapolation. Pour la commune, le premier recensement exhaustif entrant dans le cadre du nouveau dispositif a été réalisé en 2007.

En 2022, la commune comptait 75 habitants, en évolution de −11,76 % par rapport à 2016 (Côte-d'Or : +0,82 %, France hors Mayotte : +2,11 %).
| 1793 | 1800 | 1806 | 1821 | 1831 | 1836 | 1841 | 1846 | 1851 |
| ---- | ---- | ---- | ---- | ---- | ---- | ---- | ---- | ---- |
| 218  | 194  | 171  | 175  | 240  | 252  | 266  | 255  | 264  |

| 1856 | 1861 | 1866 | 1872 | 1876 | 1881 | 1886 | 1891 | 1896 |
| ---- | ---- | ---- | ---- | ---- | ---- | ---- | ---- | ---- |
| 265  | 254  | 254  | 236  | 233  | 250  | 198  | 199  | 183  |

| 1901 | 1906 | 1911 | 1921 | 1926 | 1931 | 1936 | 1946 | 1954 |
| ---- | ---- | ---- | ---- | ---- | ---- | ---- | ---- | ---- |
| 167  | 183  | 178  | 122  | 114  | 107  | 108  | 130  | 156  |

| 1962 | 1968 | 1975 | 1982 | 1990 | 1999 | 2006 | 2007 | 2012 |
| ---- | ---- | ---- | ---- | ---- | ---- | ---- | ---- | ---- |
| 147  | 137  | 105  | 91   | 91   | 91   | 104  | 106  | 91   |

| 2017 | 2022 | - | - | - | - | - | - | - |
| ---- | ---- | - | - | - | - | - | - | - |
| 85   | 75   | - | - | - | - | - | - | - |

## Culture locale et patrimoine

### Lieux et monuments
- Le pont de Maisey-le-Duc.
- L'église de l'Assomption construite en 1827 sur l'emplacement d'une église primitive, possession de l'abbaye Saint-Bénigne de Dijon du début du VIIe siècle jusqu'au XIIe siècle puis, à partir de 1145, de l'abbaye Notre-Dame de Châtillon[19]. L'église actuelle renferme une Vierge à l'enfant du XVIIe siècle[20].

### Héraldique
| Blason de Maisey-le-Duc | Blason  | D'azur à l'aigle d'or, au chef parti au I d'azur semé de fleurs de lys d'or à la bordure componée d'argent et de gueules, au II bandé d'or et d'azur de six pièces à la bordure de gueules. |
| Blason de Maisey-le-Duc | Détails | Le statut officiel du blason reste à déterminer. |